# Rotator Survey
RotatorSurvey
es una plataforma de software para procesar encuestas, desarrollado por la empresa "Rotator Platform Software Consulting, C.A.", con sede operativa en Caracas, Venezuela. Esta plataforma ofrece herramientas de software para la creación y modelaje de estudios cuantitativos de diversas complejidades que emplean las distintas modalidades de captura de datos: PAPI, CAPI, CATI y CAWI.

## Historia
La plataforma de software "Rotator Survey" comenzó a ser desarrollada el 15 de junio de 2003 por Abraham Barrientos (Actual CEO de Rotator Software) a partir de sus experiencias laborales como desarrollador de software y consultor en diversas empresas de investigación de mercados. Desde entonces la empresa ha crecido sostenidamente, logrando mantener, actualizar y ampliar las capacidades de la idea original. Rotator cuenta con usuarios pequeños, medianos y grandes ubicados en todos los países de América Latina incluyendo Brasil, algunos en Europa, Africa y Estados Unidos, teniendo amplia aceptación por las firmas de investigación de mercados de la región y una crítica muy favorable por parte de las principales Universidades de América Latina tales como UNAM, UBB, UCAB, UACJ, UTALCA, entre otras. Rotator está disponible en español, portugués, francés e inglés.

## La Empresa
Rotator Software C.A. cuenta con una base de 10 empleados fijos y más de 15 programadores free-lance quienes trabajan remotamente. La compañía se maneja bajo un modelo de negocios basado en descargas para la auto-experimentación y uso básico, el cual permite que los usuarios puedan evaluar la funcionalidad del software, así como realizar pequeños estudios que luego pueden escalar hasta satisfacer las distintas necesidades de modelaje y análisis. La compra del software se realiza a través de una suscripción anual. Se ofrece la versión ACADÉMICA para ser usadas por estudiantes y profesores, así como las versiones INDIVIDUALS, RESARCH TEAMS y ENTERPRISES, pensadas para empresas que se dedican a la actividad de investigación de mercados, opinión pública e investigación social.